# Lamoine (Maine)
Lamoine ist eine Town im Hancock County des Bundesstaates Maine in den Vereinigten Staaten. Im Jahr 2020 lebten dort 1720 Einwohner in 1067 Haushalten auf einer Fläche von 64,93 km².

## Geografie
Nach dem United States Census Bureau hat Lamoine eine Gesamtfläche von 64,93 km², von denen 46,15 km² Land sind und 18,78 km² aus Gewässern bestehen.

### Geografische Lage
Lamoine liegt zentral im Süden des Hancock Countys auf einer Landzunge am Atlantischen Ozean, an der Eastern Bay. Auf dem Gebiet der Town befindet sich mit dem Blunts Pond ein größerer See. Die Oberfläche ist eher eben, ohne nennenswerte Erhebungen.

### Nachbargemeinden
Alle Entfernungen sind als Luftlinien zwischen den offiziellen Koordinaten der Orte aus der Volkszählung 2010 angegeben.
- Norden und Osten: Hancock, 4,0 km
- Süden: Bar Harbor, 7,4 km
- Westen: Trenton, 8,0 km
- Nordwesten: Ellsworth, 18,2 km

### Stadtgliederung
In Lamoine gibt es mehrere Siedlungsgebiete: East Lamoine, East Trenton (Ehemaliger Name des Postamtes in Lamoine), Lamoine (Lamoine Corner), Lamoine Beach, Marlboro, North Lamoine und Trenton Point (ehemaliger Standort eines Postamtes).

### Klima
Die mittlere Durchschnittstemperatur in Lamoine liegt zwischen −6,11 °C (21° Fahrenheit) im Januar und 20,6 °C (69° Fahrenheit) im Juli. Damit ist der Ort gegenüber dem langjährigen Mittel der USA um etwa 6 Grad kühler. Die Schneefälle zwischen Oktober und Mai liegen mit bis zu zweieinhalb Metern mehr als doppelt so hoch wie die mittlere Schneehöhe in den USA; die tägliche Sonnenscheindauer liegt am unteren Rand des Wertespektrums der USA.

## Geschichte
Lamoine wurde am 11. Februar 1870 als eigenständige Town organisiert. Das Gebiet der Town Lamoine gehörte zuvor zur Town Trenton. Im Jahr 1929 fand ein Gebietstausch mit der Town Hancock statt.
Die Besiedlung des Gebietes startete 1774, als Isaac Gillpatric mit seiner Familie aus Biddeford nach Lamoine zog. Etwas später gründete sich eine kleine französische Kolonie westlich des Skillings River. Der Name Lamoine stammte von einem der französischen Siedler.
Bei Blunts Pond wurden durch A.G. Berry einige Funde gemacht, zwischen Muschelschalen fanden sich menschliche Knochen, ein Messingkessel, eine Axt und eine Steinfeile.

### Einwohnerentwicklung
| Volkszählungsergebnisse – Town of Lamoine, Maine | Volkszählungsergebnisse – Town of Lamoine, Maine | Volkszählungsergebnisse – Town of Lamoine, Maine | Volkszählungsergebnisse – Town of Lamoine, Maine | Volkszählungsergebnisse – Town of Lamoine, Maine | Volkszählungsergebnisse – Town of Lamoine, Maine | Volkszählungsergebnisse – Town of Lamoine, Maine | Volkszählungsergebnisse – Town of Lamoine, Maine | Volkszählungsergebnisse – Town of Lamoine, Maine | Volkszählungsergebnisse – Town of Lamoine, Maine | Volkszählungsergebnisse – Town of Lamoine, Maine |
| Jahr                                             | 1800                                             | 1810                                             | 1820                                             | 1830                                             | 1840                                             | 1850                                             | 1860                                             | 1870                                             | 1880                                             | 1890                                             |
| ------------------------------------------------ | ------------------------------------------------ | ------------------------------------------------ | ------------------------------------------------ | ------------------------------------------------ | ------------------------------------------------ | ------------------------------------------------ | ------------------------------------------------ | ------------------------------------------------ | ------------------------------------------------ | ------------------------------------------------ |
| Einwohner                                        |                                                  |                                                  |                                                  |                                                  |                                                  |                                                  |                                                  | 612                                              | 749                                              | 726                                              |
| Jahr                                             | 1900                                             | 1910                                             | 1920                                             | 1930                                             | 1940                                             | 1950                                             | 1960                                             | 1970                                             | 1980                                             | 1990                                             |
| Einwohner                                        | 594                                              | 482                                              | 327                                              | 354                                              | 454                                              | 443                                              | 484                                              | 615                                              | 953                                              | 1311                                             |
| Jahr                                             | 2000                                             | 2010                                             | 2020                                             | 2030                                             | 2040                                             | 2050                                             | 2060                                             | 2070                                             | 2080                                             | 2090                                             |
| Einwohner                                        | 1495                                             | 1602                                             | 1720                                             |                                                  |                                                  |                                                  |                                                  |                                                  |                                                  |                                                  |

## Kultur und Sehenswürdigkeiten

### Bauwerke
In Lamoine Beach wurde im Jahr 2000 das Shore Acres unter Denkmalschutz gestellt und unter der Register-Nr. 00000373 ins National Register of Historic Places aufgenommen.

## Wirtschaft und Infrastruktur

### Verkehr
Durch den Westen von Lamoine führt in nordsüdlicher Richtung die Maine State Route 184. Von ihr zweigt in östlicher Richtung die Maine State Route 204 ab.

### Öffentliche Einrichtungen
Es gibt keine medizinischen Einrichtungen auf Lamoine. Die nächstgelegenen befinden sich in Bar Harbor und Ellsworth.
Lamoine besitzt keine eigene Bibliothek. Die nächstgelegenen befinden sich in Hancock, Ellsworth und Sullivan.

### Bildung
In Lamoine ist für die Schulbildung das Lamoine School Department zuständig. Die Lamoine Consolidated School in Lamoine bietet Schulklassen von Pre-Kindergarten bis zum 8. Schuljahr.

## Persönlichkeiten

### Persönlichkeiten, die vor Ort gewirkt haben
- Douglas Coleman (1931–2014), Forscher am Jackson Laboratory